# سانتا آنا (کشتی)
سانتا آنا (کشتی) (به انگلیسی: Santa Anna (ship)) یک کشتی بود.